# Via Santa Maria di Costantinopoli
La via Santa Maria di Costantinopoli (littéralement rue Sainte-Marie-de-Constantinople) est une rue du centre historique de Naples située dans le quartier San Lorenzo. Elle débute piazza Bellini, à l'intersection de la via Port'Alba et du vico San Pietro a Maiella et se termine au croisement de la piazza Museo Nazionale et de la piazza Cavour.

## Histoire et description

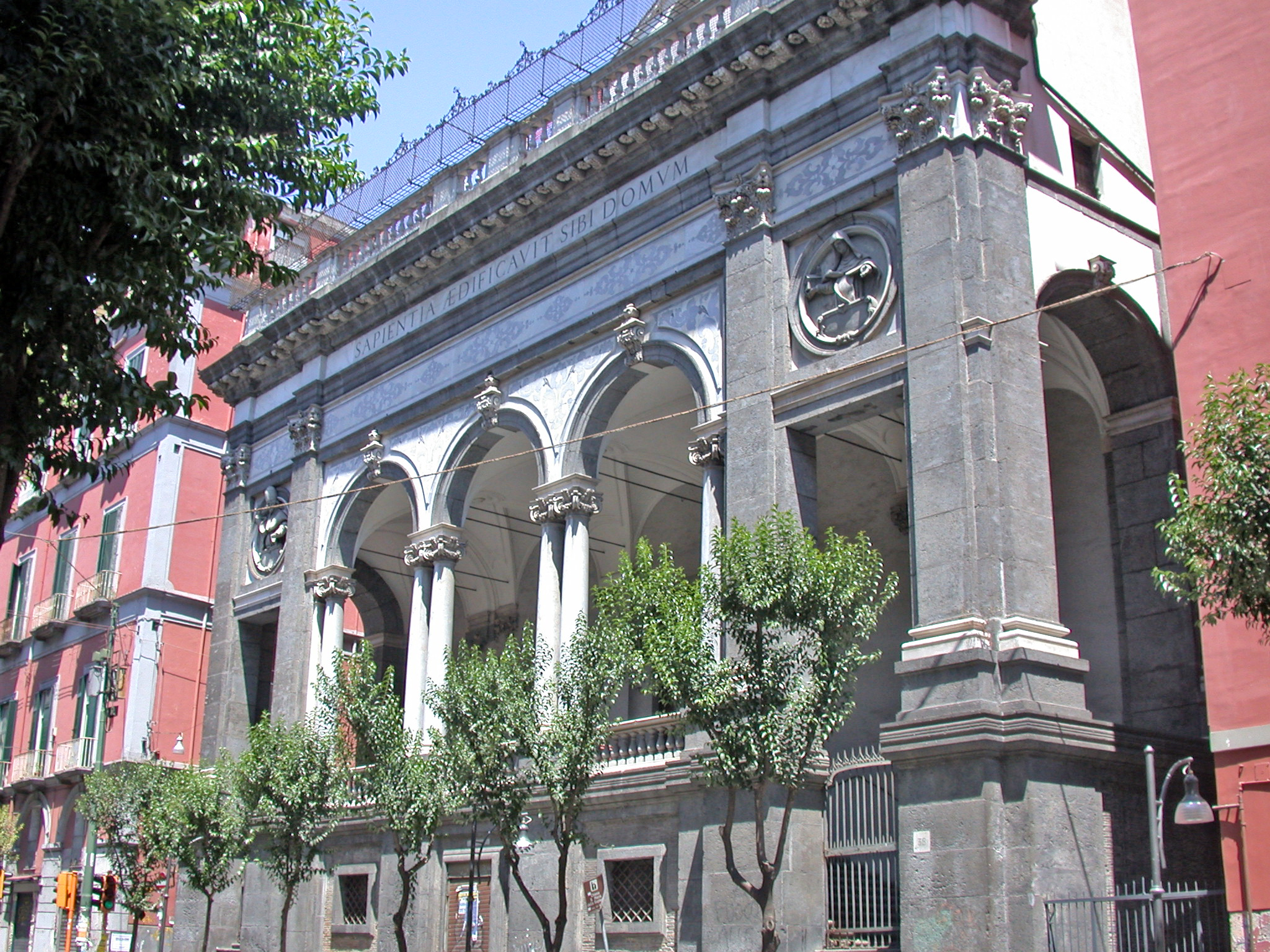
Façade de l'église Santa Maria della Sapienza

La rue doit son nom à l'église dédiée à l'apparition de la Madone de Constantinople.
L'origine du tracé de la rue remonte à l'époque du vice-roi Don Pedro de Toledo qui fit reconstruire la ville au XVIe siècle; l'intention était au départ de relier la rue à la porte de Constantinople, qui sera démolie en 1852.
Aujourd'hui la rue accueille de nombreux magasins et des antiquaires ou bouquinistes.

### Monuments
Parmi les monuments notables, on peut distinguer à partir de la piazza Bellini:
- Couvent Sant'Antonio a Port'Alba, dont l'entrée donne sur la place;
- Palazzo Firrao, (XVIIe siècle);
- Palazzo Castriota Scanderbeg, (XVIe siècle);
- Palazzo Spinelli di Fuscaldo, (XVIIe siècle);
- Église Santa Maria della Sapienza, (XVIe siècle);
- Église San Giovanni Battista delle Monache, (XVIIe siècle);
- Académie des beaux-arts (milieu du XIXe siècle);
- Église Santa Maria di Costantinopoli, (XVIe siècle);
- Palazzo de Horatiis (XVIIIe siècle).